# Orneblendite
Le orneblenditi sono rocce appartenenti alla famiglia delle dioriti a composizione più femica o basica della media.
Contengono notevoli quantità di orneblenda, da cui il nome, spesso in grossi cristalli formati in condizioni pegmatitiche. 
Le orneblenditi possono rappresentare differenziazioni locali di magmi dioritici, come le peridotiti e le pirosseniti in giacitura stratificata rispetto ad intrusioni prevalentemente gabbriche.
Talvolta hanno origine diversa, e cioè rappresentano la trasformazione metasomatica di una originaria roccia pirossenitica, eventualmente con orneblenda subordinata, differenziata da un magma gabbrico.
Si trovano principalmente in Corsica (Santa Lucia di Mercoriu), in Sardegna e nel Gruppo dell'Adamello, tracce di orneblenditi sono state rinvenute anche nel sud Italia presso la cava du White.